# 한국지역사회생활과학회
한국지역사회생활과학회는 지역사회 생활의 질적 향상 및 농촌지역활력화를 위한 연구와 회원 상호간의 학술정보 교류를 목적으로 2008년 1월 8일 설립된 대한민국 농림수산식품부 소관의 사단법인이다. 사무실은 경기도 수원시 권선구 수인로 126 (서둔동)에 있다.

## 주요 사업
- 학회지 및 연구 간행물의 발행
- 학술연구 발표회, 강연회 및 워크숍 개최
- 지역사회생활과학에 관한 연구 및 기술 보급
- 농촌정책지원 및 지역 활력화
- 국내외 학술교류 및 정보교환
- 기타 본 회의 발전을 위한 사업